# Brendan Mullen
Brendan Mullen (Paisley, Escocia, 9 de octubre de 1949 - Los Ángeles, 12 de octubre de 2009) fue el fundador de The Masque, un pequeño club de punk rock situado en Hollywood, California, que existió desde 1977 hasta 1979. Dicho club tuvo una gran importancia en la escena punk de Los Ángeles, y en él tocaron bandas como Red Hot Chili Peppers, Jane's Addiction, Black Flag y The Germs.
En honor a su vida y muerte, Red Hot Chili Peppers escribió una canción lanzada en su disco I'm with You de 2011 llamada Brendan's Death Song, por su gran ayuda, ya que le agradecen por haber ayudado profundamente en el impulso de la banda.
- Datos: Q4961021